# Whitney Able
Pour les articles homonymes, voir Able.
Whitney Able est une actrice et mannequin américaine, née le 6 février 1982 à Houston. Elle est surtout connue pour ses rôles dans All the Boys Love Mandy Lane et Monsters. Elle a posé pour le magazine Maxim.

## Biographie
Whitney Able a deux frères. Elle a vécu en Espagne et au Mexique, et parle couramment  la langue espagnole.

### Vie privée
Whitney Able s'est mariée à Scoot McNairy en juillet 2010. Le couple a divorcé en 2019.

### Début de carrière
Whitney Able s'est fait connaitre grâce à des rôles dans des séries populaires (Les experts : Manhattan ; Cold case - affaires classées) et dans un film d'horreur, All the Boys Love Mandy Lane (2006).
En 2010, Whitney Able a joué dans le film indépendant Monsters, un long-métrage de science-fiction à petit budget dans lequel elle a incarné le personnage féminin principal. Ce film a remporté plusieurs prix et a véritablement lancé sa carrière.

## Filmographie

### Cinéma
- 2005 : Age of Kali : Sabrina
- 2006 : Dead Lenny (uk) : Eve
- 2006 : All the Boys Love Mandy Lane : Chloé
- 2007 : Unearthed : Ally (un personnage secondaire)
- 2007 : Love and Mary : Lucy
- 2008 : Remarkable Power : Candy
- 2009 : Mercy (en) : Heather
- 2010 : Everything Will Happen Before You Die : Jasmine
- 2010 : More Things Change : Robyn
- 2010 : Tough Trade : Carmen
- 2010 : The Man That I Was : Rachel
- 2010 : Monsters : Samantha Wynden (personnage principal)
- 2010 : Tales of an Ancient Empire : Xia
- 2010 : Pound of Flesh : Rachel
- 2010 : The Kane Files : Life of Trial
- 2011 : (818) : Rebecca Pillage
- 2011 : Free Samples : Dana
- 2011 : Man Without a Head : La quatrième fille
- 2011 : Annabel : Annabel
- 2015 : Dark

### Séries télévisées
- 2006 : Secrets of a Small Town (1 épisode) : Meredith
- 2006 : Rodney (1 épisode) : L'entraineuse de l'équipe sportive
- 2007 : Les Experts : Manhattan (CSI: NY) (1 épisode) : Rita Steinway
- 2007 : Cold Case : Affaires classées (Cold Case) (1 épisode) : Rainey Karlsen
- 2007 : Esprits criminels (Criminal Minds) (1 épisode) : Anna Kane
- 2010 : Nikita (1 épisode) : Hanna Cushko
- 2017 : Godless